# Roswita Schmidt
Pour les articles homonymes, voir Schmidt.
Roswita Schmidt, est une actrice allemande ayant joué dans le cinéma italien.

## Biographie
Découverte par le réalisateur Roberto Rossellini, elle joue en 1943 l'un des rôles principaux du film L'Homme à la croix, dans le rôle de la milicienne Irina. Elle aura une brève liaison avec le réalisateur,.
Toujours sous la direction de Rossellini et de Marcello Pagliero, elle joue le rôle d'Anna dans le film La Proie du désir (1946), dont elle est la covedette féminine aux côtés d'Elli Parvo..
Après ce rôle, elle apparaît à l'écran dans le film Nessuno ha tradito (it) (1952) de Roberto Bianchi Montero et dans Le Moment le plus beau (1957) de Luciano Emmer aux côtés de Marcello Mastroianni et Giovanna Ralli.
Après ce film, elle abandonne le cinéma.
En 1986, au Cinema Nuovo Teatro de Palombara Sabina, il s'entretient avec certains membres de la distribution et de l'équipe du film de Rossellini L'Homme à la croix, se remémorant l'œuvre du réalisateur 44 ans plus tard.

## Filmographie
- 1943 : L'Homme à la croix (L'uomo dalla croce) de Roberto Rossellini

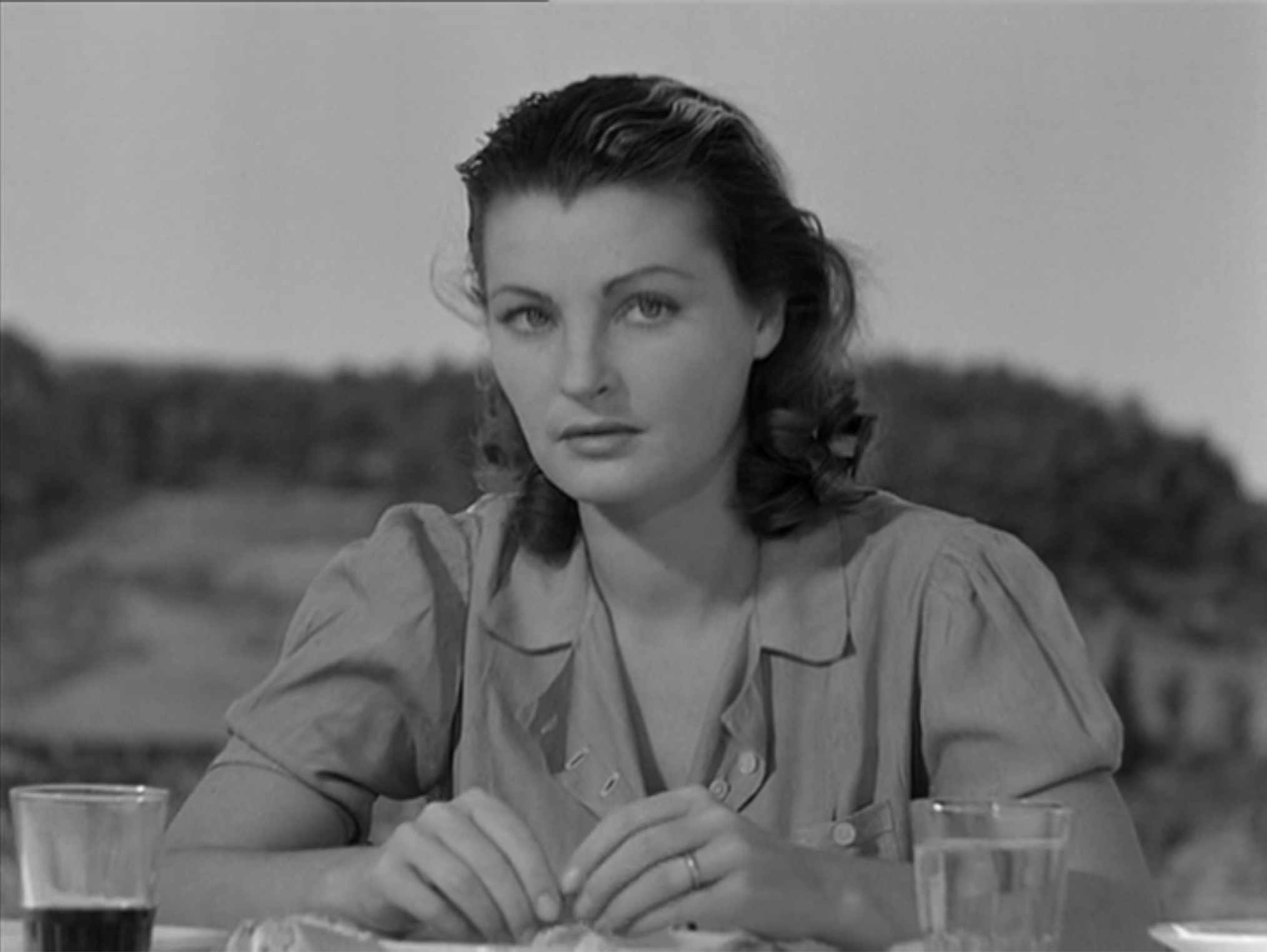
Roswita Schmidt dans une scène de La Proie du désir.

- 1946 : La Proie du désir (Desiderio) de Roberto Rossellini et Marcello Pagliero
- 1952 : Nessuno ha tradito (it) de Roberto Bianchi Montero
- 1957 : Le Moment le plus beau (Il momento più bello) de Luciano Emmer